# NGC 829
NGC 829 (również PGC 8182) – galaktyka spiralna (Sc), znajdująca się w gwiazdozbiorze Wieloryba. Odkrył ją Heinrich Louis d’Arrest 23 września 1865 roku.